# Hiroshi Morita
Hiroshi Morita (jap. 森田 浩史 Morita Hiroshi; ur. 18 maja 1978) – japoński piłkarz występujący na pozycji napastnika.

## Kariera klubowa
Od 2001 do 2010 roku występował w klubach Sagan Tosu, Albirex Niigata, Omiya Ardija, Ventforet Kofu, Chonburi, Thai Port i V-Varen Nagasaki.